# Lucius Artorius Castus
Lucius Artorius Castus ( fl. 2. století nl) byl římský vojevůdce. Člen rodu Artoriů (pravděpodobně Messapického nebo etruského původu). Někdy bývá označován jako možná inspirace pro postavu krále Artuše.

## Vojenská kariéra podle zdrojů

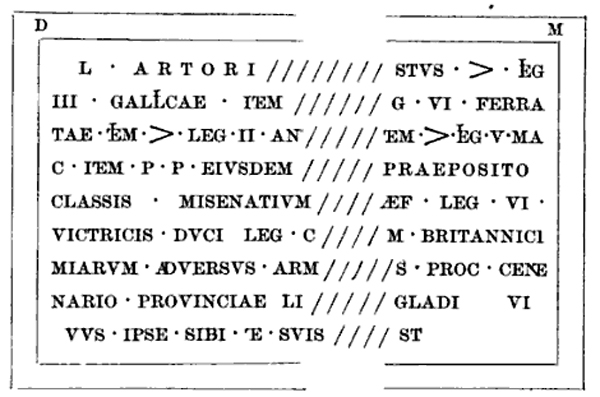
Kresba rytiny z Podstrany, týkající se Lucia Artoria Casta, jak ji přečetl (s drobnými chybami) profesor Frane Bulić koncem 80. let 19. století (zdroj: TG Jackson, "Dalmácie, Quarnero a Istrie", Oxford, 1887, str. 167)

To málo, co se o Luciovi Artoriovi Castovi ví, pochází z nápisů na fragmentech sarkofágu a pamětní desky, nalezené v Podstraně na dalmatském pobřeží v Chorvatsku . Ačkoli nápisy nelze přesně datovat, Castus pravděpodobně sloužil v římské armádě někdy mezi druhou polovinou 2. století n. l. a první polovinou 3. století n. l.

### První nápis
Nápis na sarkofágu, který byl někdy před 19. stoletím rozbit na dva kusy a zasazen do zdi kostela svatého Martina v Podstraně v Chorvatsku, zní („ 7 “ je zde použito místo symbolu používaného písaři pro slovo centurio; ligaturovaná písmena jsou podtržena):
```
D...............................M
L ARTORI[.........]STVS 
7
 
LE
G
III GAL
LI
CAE I
TE
[....]G VI FERRA
TAE 
ITE
M 
7
 LEG II 
AD
[....]
TE
M 
7
 LEG V M
C I
TE
M P P EIVSDEM [...] PRAEPOSITO
CLASSIS MISENATIVM [..]
AE
FF LEG VI
VIC
TR
ICIS DVCI LEGG [...]M BRITANICI
MIARVM 
AD
VERSVS ARM[....]S PROC CE
NTE

NARIO P
RO
VINCIAE LI[....] GLADI VI
VVS IPSE SIBI 
ET
 SVIS [....]ST[...]
```

Manfred Clauss z Epigrafické Databáze Clauss-Slaby (EDCS), na základě údajů a rozšíření uvedených v CIL 03, 01919; CIL 03, 08513; CIL 03, 12813; Dessau 2770; IDRE-02, 303, doplňuje text takto:
D(is) [M(anibus)] | L(ucius) Artori[us Ca]stus |(centurio) leg(ionis) | III Gallicae item [|(centurio) le]g(ionis) VI Ferratae item |(centurio) leg(ionis) II Adi[utr(icis) i]tem |(centurio) leg(ionis) V M[a]c(edonicae) item p(rimus) p(ilus) eiusdem praeposito classis Misenatium [pr]aef(ectus) leg(ionis) VI Victricis duci legg(ionum) [triu]m Britan(n)ic{i}{mi}arum adversus Arme[nio]s proc(urator) centenario(!) provinciae Li[burniae iure] gladi(i) vivus ipse sibi et suis [...ex te]st(amento)
Hans-Georg Pflaum nabízí lehce odlišné doplnění:
D(is) M(anibus) L(ucius) Artori[us Ca]stus (centurio) leg(ionis) III Gallicae item [(centurio) le]g(ionis) VI Ferratae item (centurio) leg(ionis) II Adi[utricis i]tem (centurio) V M(acedonicae) C(onstantis) item p(rimi) p(ilus) eiusdem [legionis], praeposito classis Misenatium, [item pr]aeff(ecto) leg(ionis) VI Victricis, duci legg(ionum) [duaru]m Britanicimiarum adversus Arm[oricano]s, proc[uratori) centenario provinciae Lib[urn(iae) iure] gladi vivus ipse et suis [….ex te]st(amento)
Přeložit lze tento text jako:
"Stínům předků, Lucius Artorius Castus, setník Třetí legie Galské, také setník Šesté legie Ferrata, také setník Druhé legie Adiutrix, také setník Páté legie Makedonské, také hlavní setník téže legie, správce ( Praepositus) flotily Misenum, prefekt * Šesté legie Victrix, velitel dvou** britských legií proti Arménům, prokurátor centenarius Liburnie s právem meče . On sám (toto zbudoval) pro sebe a svou rodinu za svého života. ***"
Linda A. Malcor a její kolegové nabídli jiné doplnění:
D(is) M(anibus) L(ucius) Artori[us Ca]stus (centurioni) leg(ionis) III Gallicae item [(centurioni) le]g(ionis) VI Ferratae item (centurioni) leg(ionis) II Adi[utricis i]tem (centurioni) V M(a)c(edonicae) item p(rimo) p(ilo) eiusdem [leg(ionis)], praeposito classis Misenatium, [pr]aeff(ecto) leg(ionis) VI Victricis, duci legg(ionum) [triu]m Britanicimiarum adversus Arm[ato]s, proc(uratori) centenario provinciae Lib[urn(iae) iure] gladi vi v(i)v(u)s ipse sibi et suis [posui]t
což v překladu znamená:
„Duchům zesnulých, Lucius Artorius Castus, sám za sebe, setník III. legie Galské, též setník VI. legie Ferrata, také setník II. legie Adiutrix, též setník V. legie Makedonské, též její primus pilus, praepositus classis Misenensis, dvakrát prefekt VI. legie Victrix, Dux tří britských legií v boji proti ozbrojeným mužům, šestkrát prokurátor centenarius Liburnijské provincie, s právem 'ius gladi', on sám za života toto zbudoval pro sebe a svou rodinu. ****"
* Dvojité -ff- v PRAEFF by mělo indikovat množné číslo (často duální), ačkoli zde může jít o chybu písaře.
** Birley se řídí Pflaumovým doplněním textu, kde je [duaru]m "ze dvou" dosazeno před Britanicimiarum. Předchozí badatelé raději doplnili slovo jako alarum „k/pro alae“, což může dávat větší smysl, pokud má být duci legg chápáno jako titul dux legionum.
*** Birley nepřekládá závěrečnou frázi [...ex te]st(amento), která (je-li správně) by měla být přeložena „...jak stanoví (jeho) vůle“
**** Slova Praeposito, Duci jsou v dativu a tak i "centurioni" a ostatní důstojnické hodnosti. Castus tento nápis věnoval sobě a svým příbuzným.
Roku 2009 byly dva kamenné úlomky s tímto nápisem vyjmuty ze zdi kostela sv. Martina za účelem vědecké analýzy a restaurování; později byly nahrazeny kopiemi.

### Druhý nápis
Na pamětní desce, objevené nedaleko prvního nápisu a rovněž rozbité již před 19. stoletím, stojí:
```
L ARTORIVS
CASTVS P P
LEG V MA[.] PR
AEFEC[.]VS LEG
VI VICTRIC
[.....]
```

Clauss tento nápis (podle norem CIL 03, 12791 (p 2258, 2328,120); CIL 03, 14224; IDRE-02, 304) doplňuje takto:
L(ucius) Artorius | Castus p(rimus) p(ilus) | leg(ionis) V Ma[c(edonicae)] pr|aefec[t]us leg(ionis) | VI Victric(is)|[...]

V překladu:Lucius Artorius Castus, Primus Pilus V. legie Makedonské, prefekt VI. legie Victrix [. . . . ]

### Možný třetí nápis
Nedatovaný, neověřený nápis na razítku, údajně objeveném v Římě, o němž však máme informace až z Paříže v 19. století zní:
```
• LVCI •
```

```
• ARTORI 
```

```
• CASTI •
```

Jak ukazuje nápis, text je v genitivu.Doplněný by zněl "Lucii Artorii Casti", což znamená: (patří) Luciovi Artoriovi Castovi. Bez dalších informací o nápisu nemůžeme říci, zda se týká "našeho" Lucia Artoria Casta, nebo jiného muže stejného jména.

### Zmíněné jednotky a hodnosti

#### Centurion III. legie Galské
První jednotka zmíněná na Castově nápise je III. legie Galská – po většinu 2. a 3. století umístěná v Sýrii. V této legii zastával hodnost centuriona – většina římských vojáků dosáhla této hodnosti po asi 15–20 letech služby, nebylo ale neslýchané, že někteří civilisté z jezdeckého stavu, obzvláště ti s politickými konexemi, byli jmenováni centuriony ihned po vstupu do armády. Tito jezdečtí centurioni (známí také jako „ex equite Romano“) byli však v menšině. Nelze říci, zda měl Castus dlouhou kariéru jako legionář, než dosáhl centurionátu, nebo zda byl do této hodnosti přímo jmenován, protože většina rytin týkající se kariérních centurionů nezmiňuje jejich předchozí hodnosti. Úspěšní důstojníci často vynechávali všechny hodnosti nižší než primus pilus, stejně jako Castus na své pamětní desce.

#### Centurion VI. legie Ferrata
Minimálně od poloviny 2. století do počátku 3. století byla VI. legie Ferrata umístěna v Judeji.

#### Centurion II. legie Adiutrix
Od počátku 2. století byla II. legie Adiutrix umístěna v Aquincu (dnešní Budapešti) a zúčastnila se několika významných tažení proti Parthům, Markomanům, Kvádům a v polovině 3. století i proti Sassanidské říši.

#### Centurion a Primus Pilus V. legie Makedonské
V. legie Makedonská sídlila v římské Dácii po celé 2. století a po většinu 3. století se jednotka účastnila bojů proti Markomanům, Sarmatům a Kvádům . Po roce 185 n. l. se V. Makedonské začalo říkat Pia Fidelis nebo Pia Constans (zkráceně PF nebo PC), na zmíněných nápisech však tyto "přezdívky" chybí, takže Castus musel v této jednotce sloužit někdy dříve.

#### Praepositus flotily Misenum
Castus dále působil jako Provost (Praepositus) flotily Misenum v Itálii. Tato hodnost (jíž byli zpravidla titulováni Equites) označovala zvláštní velení nad skupinou vojáků, avšak s poněkud omezeným rozsahem a podléhající císaři.

#### Prefekt VI. legie Victrix
VI. legie Victrix byla založena v Británii okolo roku 122 našeho letopočtu, události obestírající ji od 3. století jsou však spíše mlhavé. Od 2. do 3. století bylo sídlo VI. legie Victrix Eboracum (současný York). Roku 196 byla Clodiem Albinem krátce přemístěna do Lugduna (Lyons), během jeho neúspěšné vzpoury proti císaři Severovi, ale vrátila se do Yorku poté, co byla vzpoura potlačena – a legie utrpěla významnou porážku – v roce 197 n. l.
Prefekt legie (Praefectus Legionis), Castova pozice v VI. Victrix, odpovídala pozici Praefectus Castrorum. Mužům, kteří dosáhli tohoto titulu, bylo běžně 50–60 let a většinu svého života strávili v armádě, stoupajíce přes nižší hodnosti a centurionáty, dokud nedosáhli hodnosti Primus Pilus (zdá se, že prefekty legie byli výhradně primipilares). Po veliteli legionářů, legatu legionis, a vrchním tribunovi byli prefekti třetí nejvyšší hodností v legii a v nepřítomnosti prvních dvou se mohli ujmout velení. Mezi jejich každodenní povinnosti patřila údržba pevnosti a správa zásob potravin, hygieny, munice, vybavení atd. Pro většinu lidí, kteří dosáhli této hodnosti, to byla jejich poslední před penzí. Během bitev Praefectus Castrorum obvykle zůstával na domovské základně jednotky spolu se zálohami, můžeme tedy předpokládat, že se, vzhledem k jeho administrativnímu postavení a (pravděpodobně) pokročilému věku, Castus během služby v Británii osobně neúčastnil žádných bitev.
Castus mohl mít pod dohledem vexilace vojáků střežících Hadriánův val, nápisy o něm nám však neposkytují přesné informace o tom, kde v Británii sloužil. Autorka Linda Malcorová navrhla, že byl umístěn v Bremetennacu s kontingentem Sarmatů (původně ´vyslaném do Británie v roce 175 n. l.) císařem Marcem Aureliem ale pro tuto teorii je jen málo důkazů. Vzhledem k jeho povinnostem jako Praefectus Legionis dává smysl předpokládat, že strávil část svého času – ne-li všechen – v Británii v sídle VI. legie Victrix v Yorku.
Je zajímavé, že titul se na Castově sarkofágu píše (P)RAEFF – zdvojená písmena na konci zkrácených slov na latinských nápisech obvykle označovala množné číslo (často duální) a o některých legiích je známo, že měly více prefektů. Na pamětní desce je však titul v jednotném čísle, může se tak v případě sarkofágu jednat o písařské chyby. Pokud ne, pak byl Castus pravděpodobně jedním ze dvou prefektů této legie.

## Spojitost s králem Artušem
Kemp Malone roku 1924 jako první navrhl, že Lucius Artorius Castus mohl být inspirací pro postavu Artuše ve středověké evropské literatuře. Mezi novější popularizátory této myšlenky patřili autoři C. Scott Littleton a Linda Malcor. Tato hypotéza byla silně kritizována významnými artušovskými badateli, dle kterých měl historický Artorius Castus velmi málo společného s artušovskými legendami a většina "dokladů" o jejich spojitosti se příliš opírá o spekulace a zbožná přání.